# Wanli

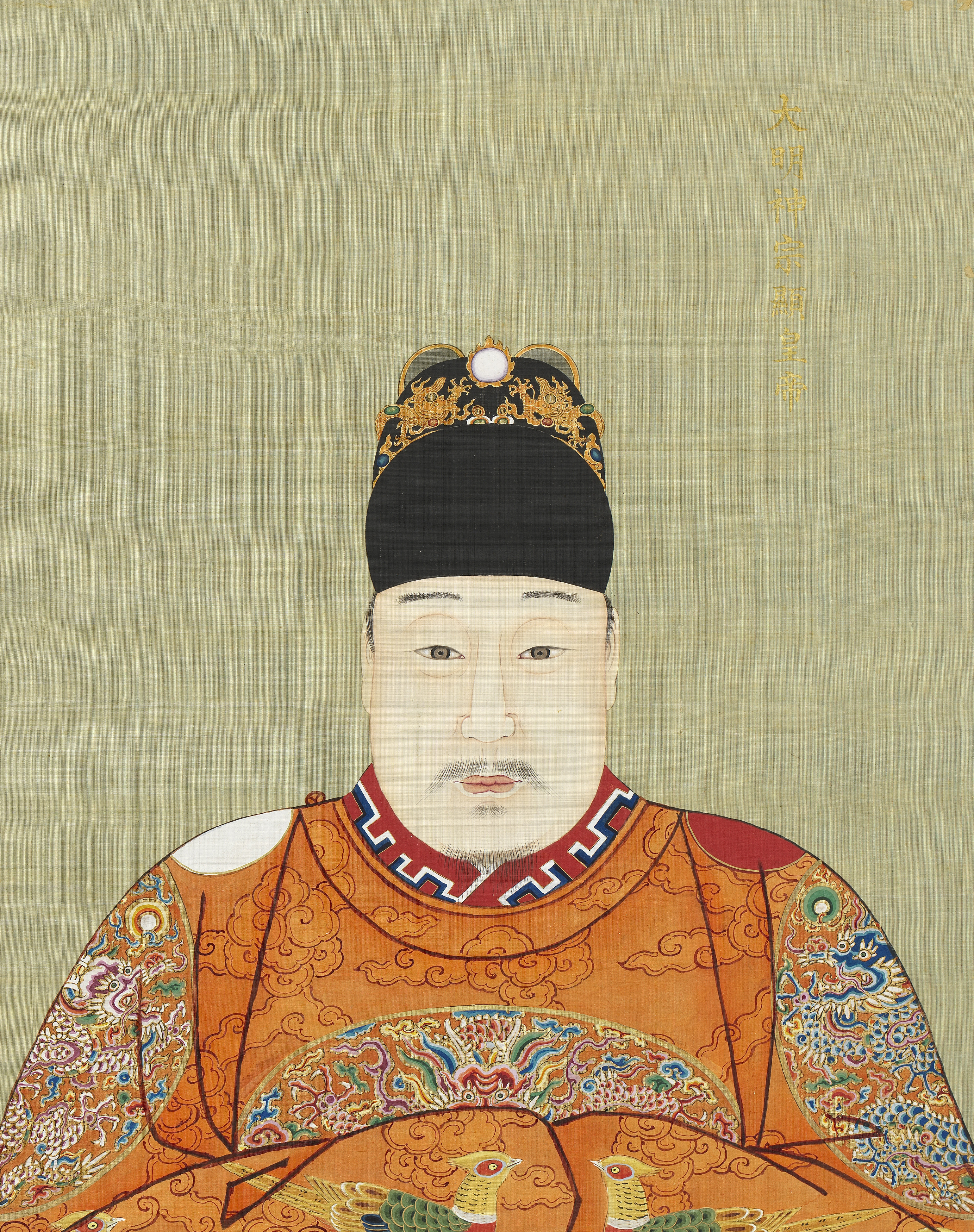
Kaiser Wanli

Wanli (chinesisch 萬曆, Pinyin Wànlì – „Zehntausend Jahre“; Geburtsname: Zhū Yìjūn 朱翊鈞, Tempelname: Shénzōng 神宗 (Göttlicher Ahne), * 4. September 1563 in Peking; † 18. August 1620 ebenda) war seit dem 19. Juli 1572 der dreizehnte und mit einer Regierungszeit von 48 Jahren der am längsten amtierende Kaiser der chinesischen Ming-Dynastie. Unter Wanli erreichte der Ausbau der Chinesischen Mauer seinen Gipfel, außenpolitisch griff China 1592 in den Imjin-Krieg gegen Japan ein. Seine Herrschaft war gekennzeichnet von einem wirtschaftlichen Aufschwung, der Stabilisierung des Reiches und einer kulturellen Blüte. Zum Ende seiner Amtszeit mehrten sich jedoch Anzeichen für staatliche und wirtschaftliche Defizite, die schließlich in die Staatskrise des 17. Jahrhunderts führen sollten. Die Wanli-Ära markiert damit einen späten Höhepunkt der Ming-Dynastie, aber zugleich auch deren beginnenden Untergang.

## Jugend
Wanli wurde am 4. September 1563 als einziger Sohn des späteren Kaisers Longqing und seiner Nebenfrau Xiaoding († 1614) geboren. Als sein Großvater Kaiser Jiajing 1567 starb, übernahm Wanlis Vater ein Reich mit außen- und innenpolitischen Problemen. Die konnte er aber mit Hilfe fähiger Beamter, allen voran der Großsekretär Zhang Juzheng, meistern. Wichtige Maßnahmen waren die Einschränkung der Hofausgaben, die Beschneidung der Rechte von Großgrundbesitzern, der Ausbeutungsschutz der Bauern, der Ausbau der Großen Mauer gegen die Mongolen, Friedensverträge mit Altan Khan, die Gesamtregulierung des Flusssystems in China, der Neuaufbau der Seeflotte zum Schutz der Küsten vor den Wokou und die Wiederherstellung des Seehandels mit Europa und Asien. All diese Maßnahmen führten schließlich zu einem, wenn auch kurzen, Wiedererstarken im 3. Jahrhundert der Ming-Dynastie (1550 bis 1644) und es war Longqings Wille, dass sein Sohn als Nachfolger die Reformpolitik des Großsekretärs Zhang weiter unterstützte.

## Erste Phase der Wanli-Ära (1572 bis 1582)

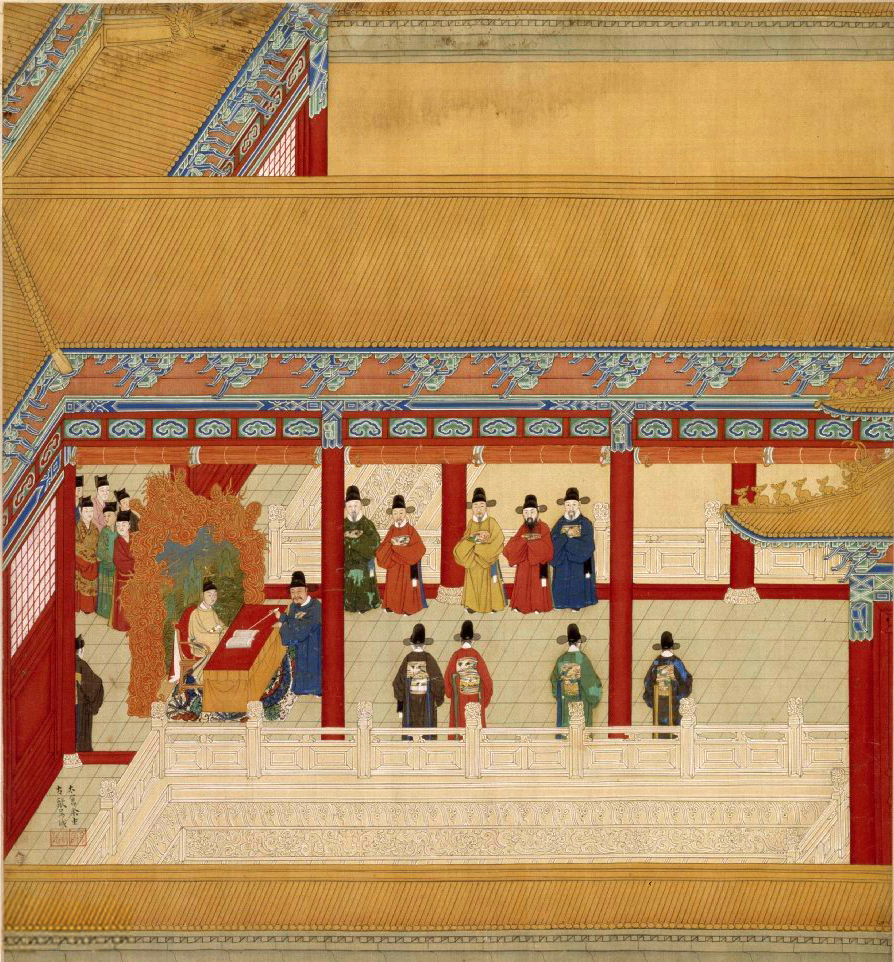
Der junge Kaiser Wanli wird im Palast von Beamten unterrichtet

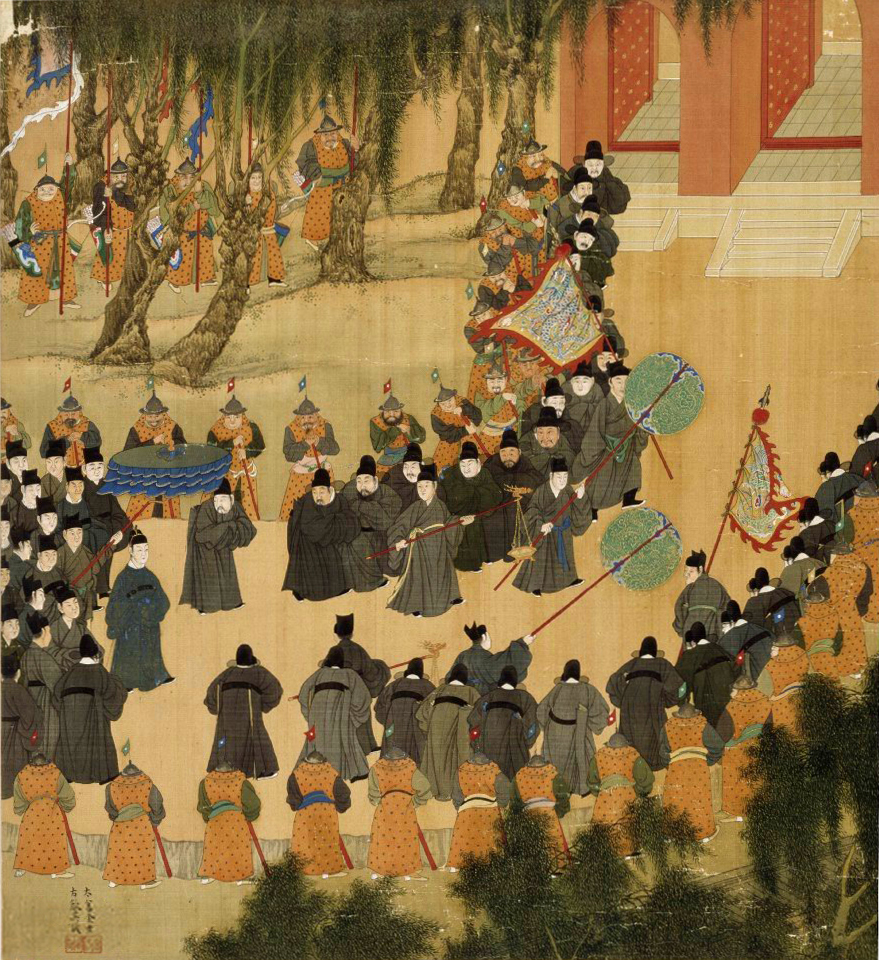
Der junge Wanli auf dem Weg zum Gebet im Himmelstempel

Nach dem plötzlichen Tod des 35-jährigen Kaisers Longqing erbte Prinz Zhu Yijun den Drachenthron mit gerade einmal acht Jahren und nahm den Äranamen Wanli an. Auf Drängen der Kaiserinwitwe Xiaoding stand er unter dem Einfluss von Zhang Juzheng, der zum Erzieher des jungen Kaisers ernannt wurde. Da Zhang Juzheng praktisch die Regentschaft über China ausübte, war die erste Phase der Wanli-Ära eine der fruchtbarsten in der Geschichte der Ming-Dynastie. Der Entwicklungsprozess fand seine Ausprägung im sozialen Wandel: ein Proletariat und ein städtisches Kleinbürgertum entstanden, die bäuerliche Welt wurde vom städtischen Einfluss durchdrungen und sogar eine Klasse von Kaufleuten und Geschäftsmännern entstand. Die Bankiers und Geldwechsler aus Shanxi mit ihren Zweigstellen in Peking, die reichen Kaufleute vom Dongting-See in Hunan, die Schiffseigner von Quanzhou und Zhangzhou in Süd-Fujian, die sich durch den Seehandel bereichert hatten und die Großkaufleute von Xin’an bildeten eine neue gesellschaftliche Klasse wohlhabender Städter. Die reichsten Kaufleute fungierten als Lieferanten für das Heer. Gehandelt wurde mit Massenkonsumartikeln: Reis, Salz, Getreide und Stoffen. Diese Entwicklung zeigte ihre Wirkung auch im Aufleben der Literatur und des philosophischen Denkens.
Auch wurden Fortschritte in der Technik gemacht. Seidenwebstühle mit drei bis vier Haspeln wurden eingeführt und die Verwendung von Baumwollwebstühlen perfektioniert. Verfahren zum Druck von drei- bis vierfarbigen Holzschnitten wurden zu Wanlis Zeit verbessert, so dass von nun an auch fünffarbige Holzschnitte erstellt werden konnten. Damit erreichte der Blockdruck einen Höhepunkt. Ebenfalls hatte sich die Buchdruckkunst weiterentwickelt, was eine vermehrte Publikation zur Folge hatte. Seit 1517 waren die Druckereien Nord-Fujians, die eine Anzahl von mehrbändigen Enzyklopädien herausgaben, eines der Hauptzentren des Buchdrucks. In Songjiang wurden sogar Erfindungen wie eine Kupfer- und Bleilegierung für das Gießen beweglicher Lettern und ein Verfahren zur Herstellung von weißem Zucker und von Zuckerguss gemacht.
Die technischen Fortschritte betrafen aber auch die Landwirtschaft, wodurch diese diversifiziert wurde. Es wurden neue Maschinen für die Bodenbearbeitung, neue Verfahren für die Bewässerung, die Aussaat und die Verarbeitung der landwirtschaftlichen Produkte beschrieben. Die Methoden der Bodenmelioration und die Einführung neuer Kulturen hatten dadurch bis zum Ende der Ming-Zeit zu einem verbesserten Arbeitsumfeld für die Landbevölkerung geführt.
1581 begann Zhang Juzheng das Große Projekt zur Reform der Staatsfinanzen, das sich ebenfalls positiv auf die Staatseinnahmen des Reiches auswirkte. Auch die seit dem 15. Jahrhundert in Umlauf befindliche Silbermenge hatte sich bis dahin infolge des Schwarzhandels mit Japan, dem Hauptexporteur dieses Metalls, und durch die Entwicklung der einheimischen Produktion stark erhöht. Dieses wirtschaftliche Wachstum verstärkte sich am Ende des 16. Jahrhunderts und nach der Ansiedlung der Spanier auf den Philippinen 1564 wurden enorme Mengen amerikanischen Silbers in die Küstenprovinzen eingeführt. Von diesem Zeitpunkt an wurden die meisten Steuern in Silber bezahlt. Die Bevölkerung wuchs in Folge dieser Wohlstandsphase bis zum Jahr 1600 auf 150 Millionen Einwohner an.

## Zweite Phase der Wanli-Ära (1582 bis 1620)

### Vernachlässigung der Reformpolitik

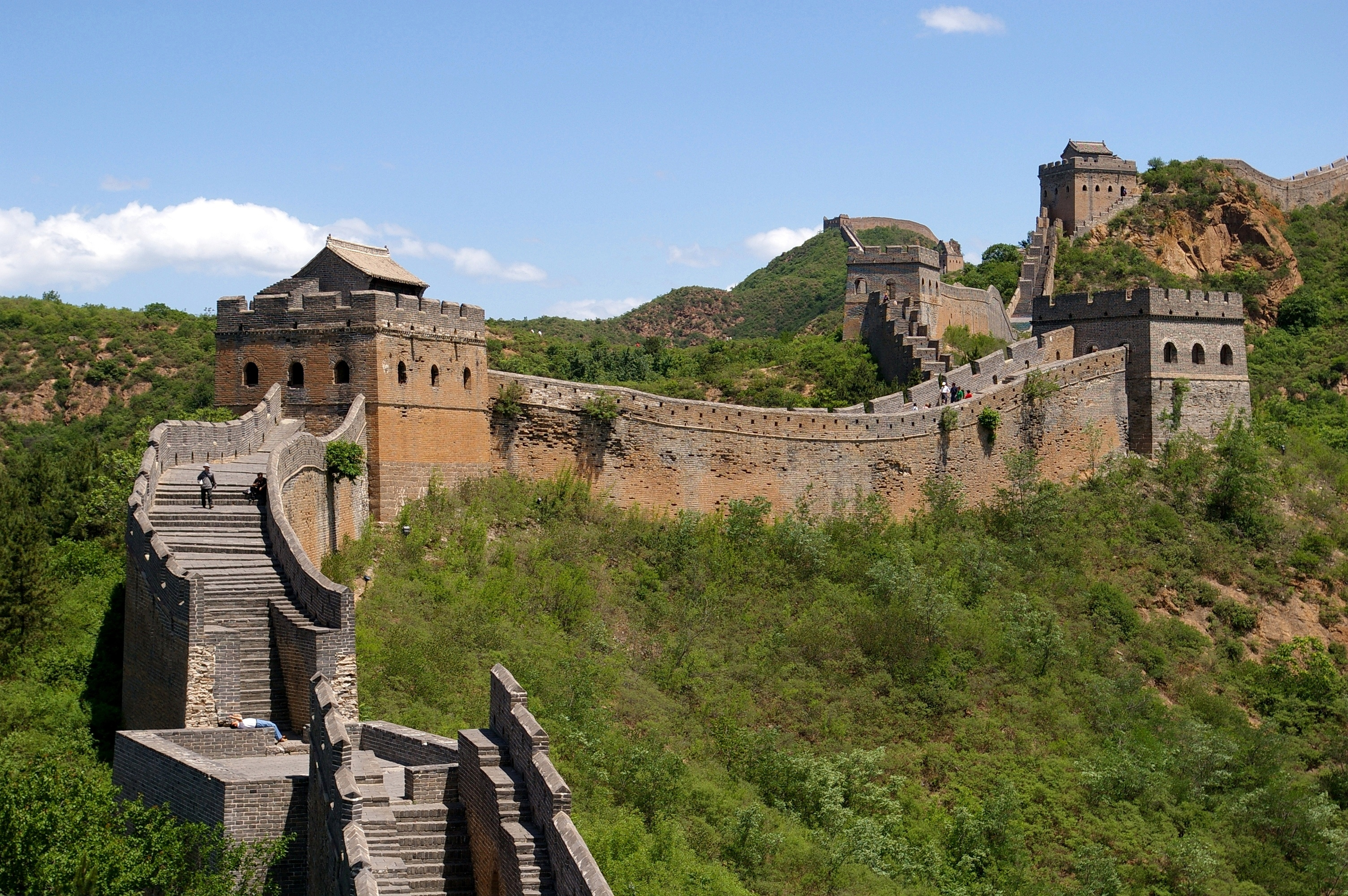
Große Mauer aus der Wanli-Ära (Jinshanling)

1582 starb Zhang Juzheng unerwartet, kurz darauf begannen Hofbeamte Zhang wegen angeblicher Verfehlungen beim Kaiser zu verleumden. Weil er seit längerer Zeit mit General Qi Jiguang befreundet war (der die Große Ming-Mauer zum Schutz vor den Mongolen unter Altan Khan ausbauen ließ) wurde ihm nach seinem Tod vorgeworfen, sich mit Qi Jiguang gegen Wanli verschworen, sich an den Staatseinnahmen bereichert und selber nach der Kaiserkrone gestrebt zu haben. Die Kosten für den Mauerbau betrugen bereits über 200 Tonnen Silber, was den damaligen Staatseinnahmen von einem Jahrzehnt entsprach. Der Mauerausbau wurde nun endgültig eingestellt und General Qi legte auf kaiserlichen Befehl sein Amt als Oberbefehlshaber der nördlichen Grenztruppen nieder, wonach er sich in seinen Heimatort in der Provinz Guangdong zurückzog und 1588 starb. Schließlich schenkte der erst zwanzigjährige Wanli den Anschuldigungen Glauben und enthob 1583 Zhang Juzheng posthum aller Ämter und Titel und ließ sogar dessen gesamte Familie bestrafen.
Von da an begann der Kaiser immer weniger Interesse für die alltäglichen Staatsangelegenheiten zu zeigen, woraufhin die Eunuchen bis 1620 zunehmend die Kontrolle über das Reich gewannen, deren Streben besonders der persönlichen Bereicherung galt. Den größten Einfluss auf Bürokratie und Kaiser gewann der Eunuch Wang An. Seine Macht sollte auch den Aufstieg des später gefürchteten Obereunuchen Wei Zhongxian fördern.

### Die politische Krise

#### Innenpolitik

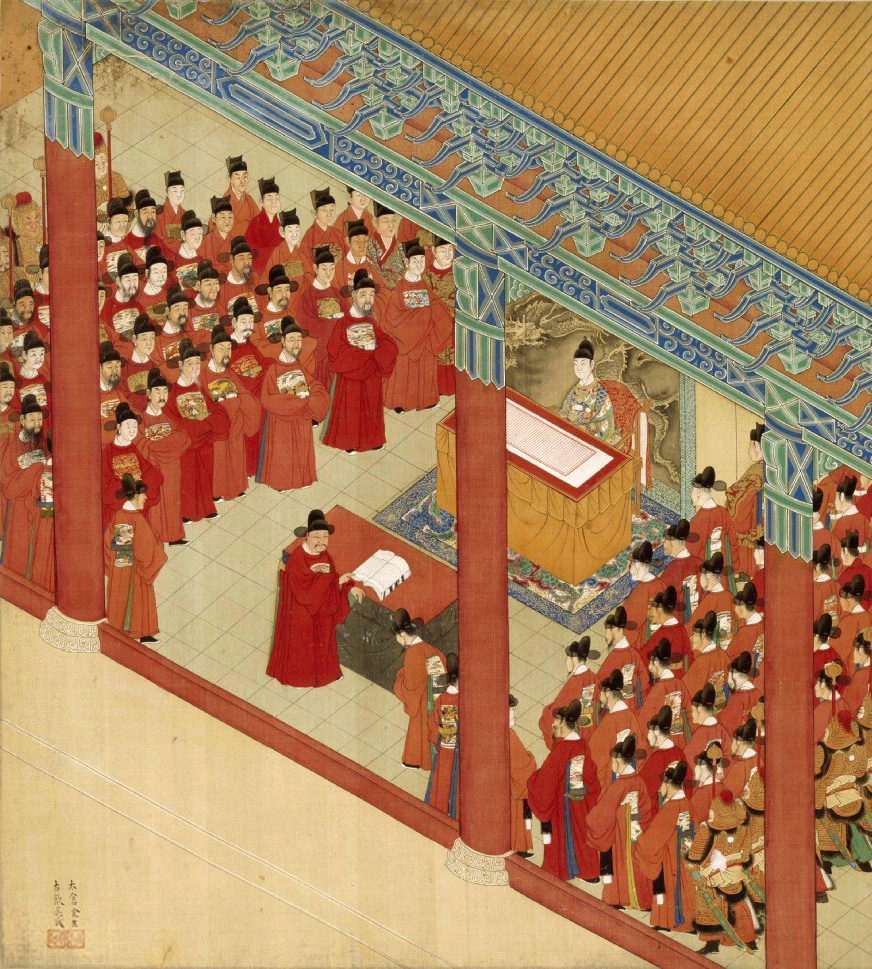
Wanli während einer Audienz

Wanli wurde zwar nach 1582 immer eigensinniger, zeigte sich aber bezüglich der Staatspflichten noch immer als pflichtbewusst. Von 1585 bis 1586 ordnete er Bewässerungsarbeiten in der Region von Peking an. Die Leitung überließ der Kaiser dem bewährten Verwaltungsbeamten Pan Jixun, der für die Reorganisation des chinesischen Flusssystems verantwortlich war. Dennoch kam es 1587 zu einem Dammbruch des Gelben Flusses in Kaifeng. Als Pan Jixuan 1595 starb, fand Wanli keinen ebenbürtigen Ersatzmann und das Flusssystem wurde allmählich vernachlässigt. Die Folge waren um 1604 schwere Überschwemmungen in Hebei, dann in der Region von Peking und in der Provinz Zhejiang und um 1607 und 1609 in Fujian, bei dem fast 100.000 Menschen ums Leben kamen. Im gleichen Jahr ereignete sich das Erdbeben von Gansu, wobei fast 400 Kilometer der Großen Mauer zerstört, die Schäden aber nicht behoben wurden.
Ab 1582 kam es immer häufiger zu Unruhen, anfänglich in Hangzhou. Die Große Epidemie von 1585 bis 1589 hatte einen Bevölkerungsrückgang in der Nordchinesischen Tiefebene und in Jiangnan zur Folge. 1589 folgte eine Rebellion in der Region des Taihu-Sees. Als dann noch Eunuchen zu Steuerkommissären ernannt wurden und sich an den Staatseinnahmen bereicherten, folgten zahlreiche Handwerker- und Kaufmannsaufstände in den Städten. Um 1600 brachen in Guizhou Volksaufstände aus, die nur mit viel Mühe niedergeschlagen werden konnten. Die allgemeine Wirtschaftslage verschlechterte sich nach 1600. Wanli widmete sich nun immer seltener den Staatsgeschäften, wohl aus tiefer Frustration über die Beamtenschicht und gekränkt von deren Bevormundung. Weder empfing er fortan Staatsgäste, noch ließ er seine Minister vor noch nahm er irgendwelche Berichte zur Kenntnis. Von 1589 bis 1615 verweigerte er sogar konsequent die Teilnahme an den kaiserlichen Audienzen und so mussten die Hofbeamten über Jahre hinweg einem leeren Thron ihren Respekt zollen. 1601 folgten städtische Unruhen in Wuchang und Suzhou und 1611 Handwerkeraufstände in den Seidenwebereien von Suzhou. Letztlich kam es auch zu einer schweren Hungersnot in Shandong, worauf erneut Aufstände ausbrachen.
Wanli kam wegen dieser Probleme in Konflikt mit der Donglin-Akademie. Diese im 12. Jahrhundert zur Zeit des Song-Kaisers Huizong in Wuxi gegründete Reformpartei wurde 1604 vom Gu Xiancheng, einem Großsekretär des Kaisers, zusammen mit dem Gelehrten Gao Panlong wiedereröffnet und zu einem der Hauptzentren der Opposition: sie setzte die politischen und moralischen Prinzipien der neokonfuzianischen Traditionen des Zhu Xi als Waffe gegen die damals herrschende Philosophie des Wang Yangming sowie gegen den Kaiserhof selbst ein. 1610 wurde sie von den politisch einflussreichen Eunuchen als illegal erklärt, woraufhin es ab 1615 zu offenen Konflikten zwischen den beiden Parteien kam.
Am Ende der Wanli-Ära kam es zu einem direkt den Palast betreffenden Skandal: 1615 fand ein gescheitertes Attentat auf den Kronprinzen Zhu Changluo statt. Da vermutlich Wanlis Lieblingsfrau Zheng hinter dem Anschlag steckte, um so ihrem eigenen Sohn die Thronfolge zu sichern, unterdrückte der Kaiser die Aufklärung dieses sensiblen Falls einfach.

#### Außenpolitik

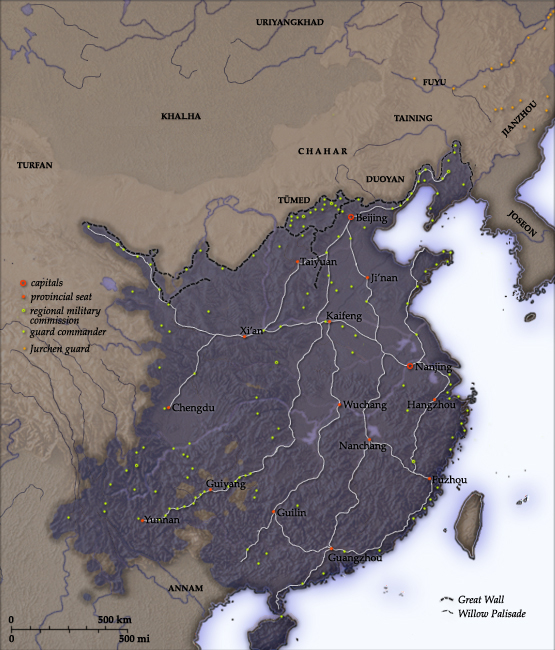
Das Ming-Reich unter Wanli

Die Wanli-Ära war ab 1582 gekennzeichnet von schweren außenpolitischen Krisen: 1583 fielen die Birmanen in die Provinz Yunnan ein, in dessen Folge Wanli Birma besetzen ließ. Im gleichen Jahr griffen chinesische Militärbeamte in der Mandschurei ein. Zusammen mit dem Jurchen-Fürsten Nikan Wailan griff die Ming-Armee die Stadt Gure an. Dabei wurden der Stammeshäuptling Giocangga und sein Sohn Taksi getötet. Taksis ältester Sohn Nurhaci stellte daraufhin seine eigene Armee auf, unterstützte aber zunächst noch die Ming im Koreakrieg von 1593 bis 1598. 1606 fielen die Jurchen jedoch eigenmächtig in Korea ein. Nachdem sie sich mit den Ostmongolen gegen die Chaharmongolen verbündet hatten, betrieben die Jurchen ab 1609 eine immer aggressivere Politik gegen die Ming. Ab 1618 erklärte Nurhaci sein Herrscherhaus zur Späten Jin-Dynastie und begann den chinesischen Kaiserthron für sich zu beanspruchen. Gleichzeitig besetzte er Fushun, einen Teil von Liaoning, und unternahm Einfälle in den Norden Chinas. Die chinesischen Gegenoffensiven im Nordosten scheiterten 1619, trotz zahlenmäßiger Überlegenheit der Ming-Armee. Letztendlich sollten die Jurchen siegreich bleiben und unter dem neuen Namen Mandschu eroberten sie 1644 Peking.
1592 machte sich Bobai, der Mongolenherrscher von Ningxia nahe dem Oberlauf des Gelben Flusses, unabhängig und die ethnischen Minderheiten der Gegend von Zunyi in Guizhou erhoben sich. 1611 bis 1612 kam es zusätzlich zu schweren Tatareneinfällen in Gansu.
Ebenfalls im Jahr 1592 landeten die Japaner mit einer 160.000 Mann starken Invasionsarmee unter Toyotomi Hideyoshi in Chinas Vasallenstaat Korea. Den sogenannten Imjin-Krieg konnte China letztlich nur durch enorme Aufwendungen an Geld und Material für sich entscheiden. Aber auch die Neuentwicklung der sogenannten Schildkrötenschiffe durch die Koreaner spielte eine zentrale Rolle. Wanli selbst zeigte sich hochgradig engagiert bei der Organisation des Abwehrkrieges und beobachtete den Kampfverlauf aufmerksam, beteiligte sich sogar persönlich an den diplomatischen Verhandlungen mit Toyotomi Hideyoshi. Die Japaner zogen sich zwar 1598 geschlagen zurück, sie verstärkten dafür aber die Überfälle auf die mittelchinesische Küste, brannten bei ihren Beutezügen oft ganze Städte nieder und ermordeten alle Bewohner. Erst 1613 kam es zu einer Verstärkung der Verteidigung gegen die Wokou in Fujian und Zhejiang. Die schwerwiegendste Folge des Imjin-Kriegs war jedoch, dass die Staatsfinanzen der Ming-Regierung so tiefgreifend zerrüttet wurden, dass sie sich davon nie wieder erholen sollten und den Kaiserhof ab 1598 in ernsthafte finanzielle Nöte brachten. In den darauffolgenden Jahren kam es nun immer wieder zu neuen Steuererhöhungen.

### Die Finanzkrise

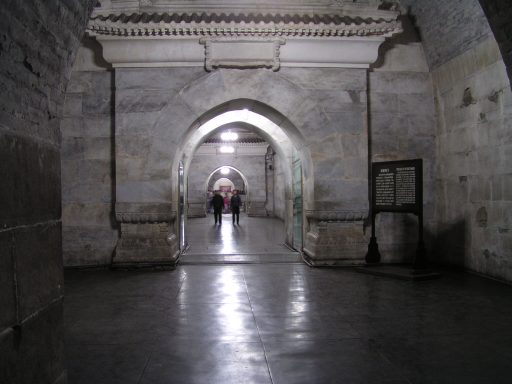
Wanlis Mausoleum, Blick in das Grabgewölbe

Wanlis späte Herrschaft ist hauptsächlich gekennzeichnet von einer hohen Verschwendungssucht. Die kaiserliche Hofhaltung gab weiterhin große Summen aus: der Bau des Dingling-Mausoleums von Wanli zwischen 1584 und 1601 kostete 8 bis 10,4 Millionen TaelSilber. Das Grab wurde von 1956 bis 1958 durch Archäologen freigelegt und sollte der Kommunistischen Partei unter Mao Zedong als propagandistisches Beispiel für die vermeintlich hemmungslose Ausbeutung des chinesischen Volkes unter der Kaiserherrschaft dienen. Darin fand man drei Särge aus rotem Lack, in denen sowohl der Kaiser als auch seine beiden Kaiserinnen beigesetzt worden waren. Außerdem bargen die Grabkammern einen Schatz erlesener Kostbarkeiten, darunter Porzellanvasen, Jade- und Elfenbeinschnitzereien, Lackarbeiten, Seidenstoffe, Schmuck, Grabstatuetten, Bronze- und Cloisonnéerzeugnisse, Goldgerätschaften und Brokatrollen.
Der gegen die Japaner unter Toyotomi Hideyoshi geführte Imjin-Krieg endete zwar zugunsten Chinas, kostete aber zwischen 26 und 33,8 Millionen Silbertaels. Trotz des Kriegsendes nahm das Gewicht der militärischen Ausgaben aber nicht ab: die Armee der Ming war ein Söldnerheer und hatte den Nachteil trotz sehr hoher Kosten nicht schlagkräftig zu sein. Matteo Ricci, ein Jesuit, der seit 1582 im Reich der Mitte lebte, kritisierte die chinesischen Streitkräfte in seinen Aufzeichnungen über China folgendermaßen:
Alle, die unter Waffen stehen, führen ein erbärmliches Leben, da sie diesen Beruf weder aus Liebe zu ihrem Vaterland noch aus Ergebenheit für ihren König, noch aus Sinn für Ehre und Ruhm ergriffen haben, sondern als Untertanen im Dienste eines Arbeitsvermittlers.
Das Heer war nach 200 Jahren Ming-Regierung zum Auffangbecken der unteren Gesellschaftsschichten geworden, eine bunte Ansammlung von Erwerbslosen und Gaunern.

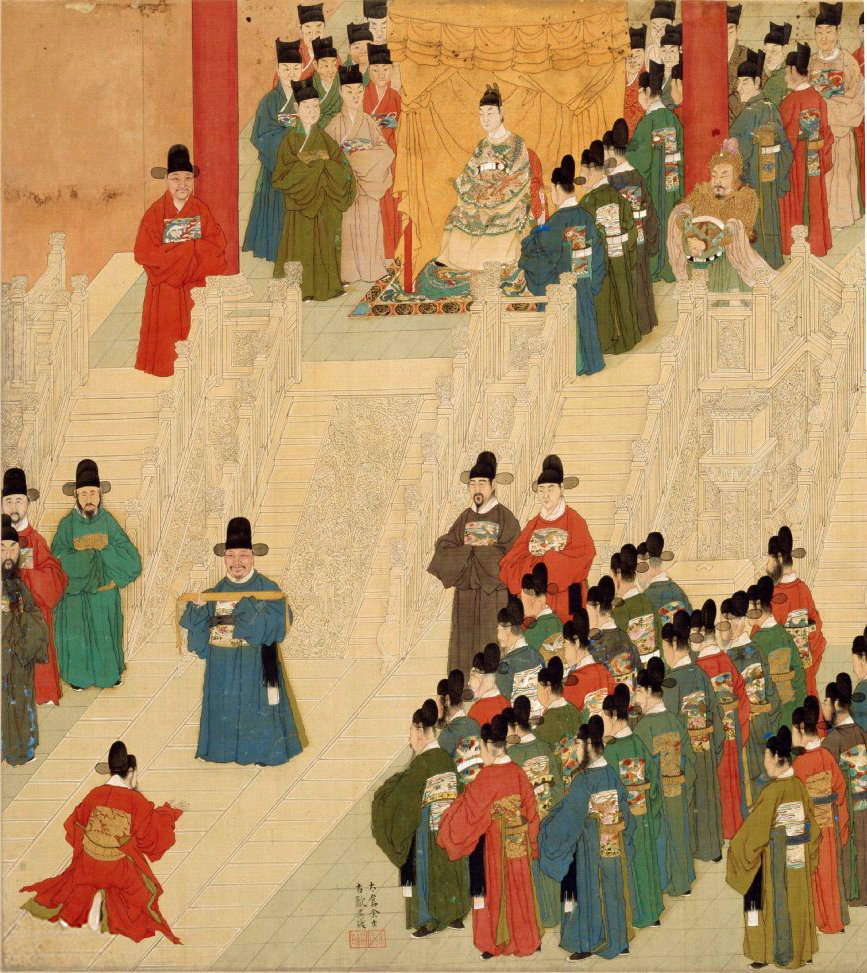
Der Kaiser während der Auszeichnung eines Würdenträgers

Ein anderer Grund für die Höhe der Ausgaben waren die Apanagen, die den kaiserlichen Familienmitgliedern ausbezahlt wurden: den 24 Söhnen des ersten Ming-Kaisers Hongwu war zur Unterbindung einer Usurpation jede Macht entzogen worden; stattdessen waren sie mit ausgedehnten Domänen im ganzen Reich versorgt worden, besaßen Weideland in den nördlichen Provinzen, verfügten über eine persönliche Garde von 3.000 bis 19.000 Mann und bezogen hohe Gehälter. Der kaiserliche Clan nahm mit jeder Generation immer mehr zu. Unter Wanli zählte man 45 Prinzen des ersten Ranges, die jährliche Apanagen von 10.000 shi bezogen (den Gegenwert in Silber von rund 600 Tonnen Getreide), und 23.000 Verwandte niederen Ranges. Von den Steuereinnahmen in Shanxi und Henan (7.400.000 shi) wurde mehr als die Hälfte (4.040.000) für diese Rentenauszahlungen ausgegeben. Das führte während des Zeitraums von 1572 bis 1628 dazu, dass die Heiratserlaubnis für Prinzen und die Verleihung von Adelstiteln zeitweilig eingestellt wurden.
Die vom Kaiserhof durchgeführten Maßnahmen forcierten zunehmend gesellschaftlichen Verdruss. Um das hauptsächlich durch Landflucht ausgelöste Einnahmedefizit zu kompensieren, erhöhte man schon seit der Mitte des 16. Jahrhunderts die Handelsabgaben, schuf Zollstellen am Yangzi und am Kaiserkanal und forderte von den Bauern immer höhere Steuern. Weil auch die Eunuchen schon seit längerer Zeit als Bergwerks- und Handelssteuerkommissäre ungesetzlich Geldeintreibung durchführten, entlud sich während der Wanli-Ära an verschiedenen Orten die Unzufriedenheit der Landbevölkerung. Es kam zu immer häufigeren Handwerkeraufständen, die manchmal durch die Verhaftung integrer Beamten ausgelöst wurden. Zwischen 1596 und 1626 fanden beinahe jedes Jahr Unruhen in den Handwerkszentren der verschiedenen Regionen statt. 1603 organisierten Bergarbeiter der privaten Gruben von Mentougou, 30 Kilometer östlich von Peking, einen Protestmarsch in die kaiserliche Hauptstadt. Die Frustration infolge der fiskalischen Maßnahmen, die zunehmenden Entlassungen von Staatsangestellten und die unter Druck geratene Wirtschaft sollten zu den großen Volksaufständen von 1627 bis 1644 unter Li Zicheng führen.

### Ausländischer Einfluss in China

#### Christliche Missionierung

Für Kaiser Wanli angefertigte Ricci-Weltkarte

In Wanlis Herrschaft fällt die sogenannte Chinamission, als Resultat der Europäischen Expansion nach Asien. Am erfolgreichsten war der italienische Jesuit Matteo Ricci dank seiner Beharrlichkeit und seiner geistigen Anpassungsfähigkeit. Schon 1582 erreichte er Guangdong, gelangte 1595 nach Nanchang, der Hauptstadt von Jiangxi, und anschließend nach Nanjing. 1601 erhielt er die Erlaubnis, dem Kaiserhof in Peking seine Aufwartung zu machen. Die Geschenke, die er bei dieser Gelegenheit überreichte, wurden (der chinesischen Tradition entsprechend) als Tribut aufgefasst und Ricci durfte sich in Peking ansiedeln. Bald folgten ihm weitere Ordensbrüder aus Europa nach. Von Kaiser Wanli beauftragt, schuf Ricci 1602 die erste Weltkarte in China, welche die Erde nach westlichen kartografischen Erkenntnissen abbildete.
Ricci, der bis 1595 die Kleidung eines buddhistischen Mönchs trug, erkannte, dass sowohl durch die Annahme der Kleidung und Umgangsformen als auch einem Studium der klassischen Kultur die Missionare die chinesische Oberschicht für sich gewinnen konnten. Ricci schaffte es eine Christianisierungsmethode auszuarbeiten, welche die scheinbaren Analogien zwischen den chinesischen Traditionen und dem Christentum stark betonte, sich also für die konfuzianische Orthodoxie aussprach und gegen den Buddhismus, den Daoismus und den volkstümlichen Glauben Partei ergriff sowie dem Hang der Literaten zu europäischen Wissen schmeichelte. Die Missionare führten in China auch einige mechanische Kuriositäten wie Uhren ein. Ricci wurde später zum Schutzgott der chinesischen Uhrmacher und im Shanghai des 19. Jahrhunderts in der Gestalt des Bodhisattva Li Madou verehrt. Die ersten Jesuitenmissionen hatte Matteo Ricci auf der Strecke eingerichtet, die er zwischen Macau und Peking bereist hatte. Von dort aus dehnten sich die Missionen bis zum Ende der Ming-Zeit über ganz China aus. Zahlreicher waren sie in der Region des unteren Jangtsekiang und in Fujian, bis dorthin kamen auch Dominikaner und Franziskaner (OFM) aus Manila.

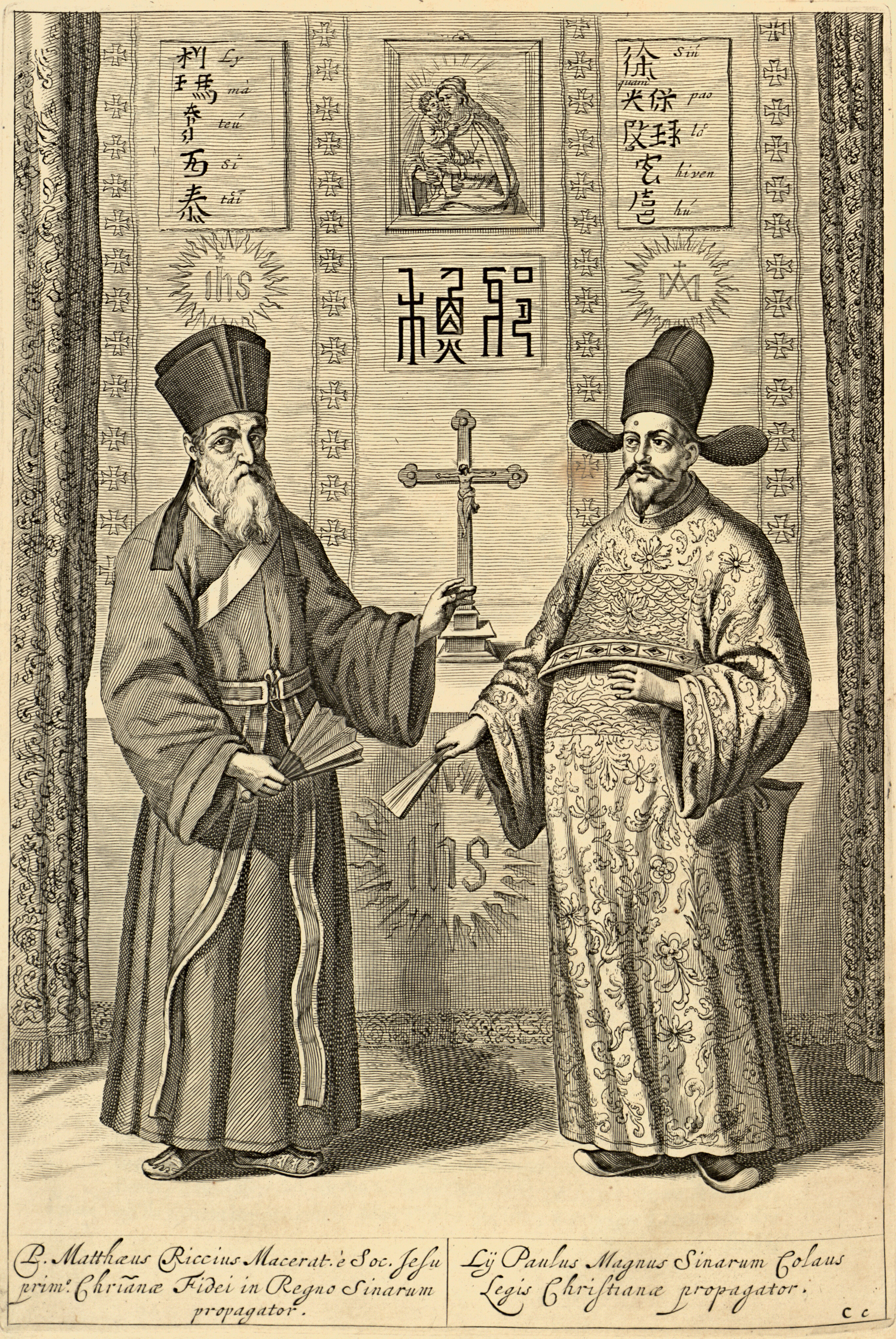
Matteo Ricci mit Xu Guangqi

Die bekanntesten zum Christentum bekehrten Literaten sind jene, die man die drei Säulen der Bekehrung zum Christentum genannt hat:
- Xu Guangqi (1562–1633) war einer der Ersten, die mit den Jesuitenmissionaren in Kontakt traten. In Shaozhou lernte er Pater Lazare Cattaneo und 1600 in Nanjing Matteo Ricci kennen. Der Missionar Jean de Rocha taufte ihn auf den Namen Paul. Matteo Ricci gab ihm und Li Zhizao Unterricht. Xu übersetzte dann europäische Lehrbücher der Mathematik, Astronomie, Geographie und Hydraulik. Die Jesuiten sollen nahezu 7.000 Bücher in westlichen Sprachen nach Peking mitgebracht haben. 1607 knüpfte Xu weitere Kontakte mit Jesuiten an und verfasste danach eine Abhandlung über die Seele. Nahe seinem Wohnort bei Shanghai wurde eine kleine Kirche gebaut, um die sich im 19. Jahrhundert die bedeutende katholische Mission von Zikkawei bildete.
- Yang Tingyun (1557–1627) lernte 1611 bei Li Zhizao Lazare Cattaneo und Pater Nicolas Trigault kennen, die ihn zum Christentum bekehrten und 1612 auf den Namen Michael tauften. Er gründete mit Verwandten und Freunden eine Vereinigung des Weihwassers und verfasste ein Werk über die chinesische Lehre. 1621 ließ er ein Essay drucken, in dem er die Überlegenheit des Christentums über den Buddhismus zu beweisen versuchte. In seinem Todesjahr (1627) ließ Yang Tingyun in Hangzhou eine christliche Kirche erbauen.
- Li Zhizao (? –1630) lernte Ricci kurz nach einer Ankunft in Peking um 1601 kennen. Er studierte aus Leidenschaft die europäische Kartographie und Naturwissenschaften von 1604 bis 1610 bei Matteo Ricci und diente ihm als Übersetzer von verschiedenen wissenschaftlichen und religiösen Werken. 1611 lud er Cattaneo, Sebastian Fernandez und Nicolas Trigault nach Hangzhou ein, um dort zu predigen. Während der durch Shen Que in den Jahren 1616 und 1622 ausgelösten Christenverfolgungen unterstellte Li Zhizao die Christen von Hangzhou seinem Schutz.

Da es Ricci geglückt war eine Sinisierung des Christentums in Gang zu setzen fand er viele einflussreiche Freunde im Reich der Mitte. Ein Ordensbruder charakterisierte ihn folgendermaßen: Matteo Ricci, Italiener, so ähnlich in allem den Chinesen, dass er einer von ihnen zu sein scheint in der Schönheit des Gesichtes und im Zartgefühl, und in der Sanftmut und Milde, welche jene so schätzen. Als er 1610 starb, erhielten die Jesuiten den Auftrag mit Hilfe einiger zum Christentum bekehrter Chinesen den chinesischen Kalender zu reformieren. 1629 wurden Li Zhizao zusammen mit Xu Guangqi und Pater Longobardo mit der Erstellung eines völlig neuen Kalenders beauftragt.

#### Handel mit Europa und Asien

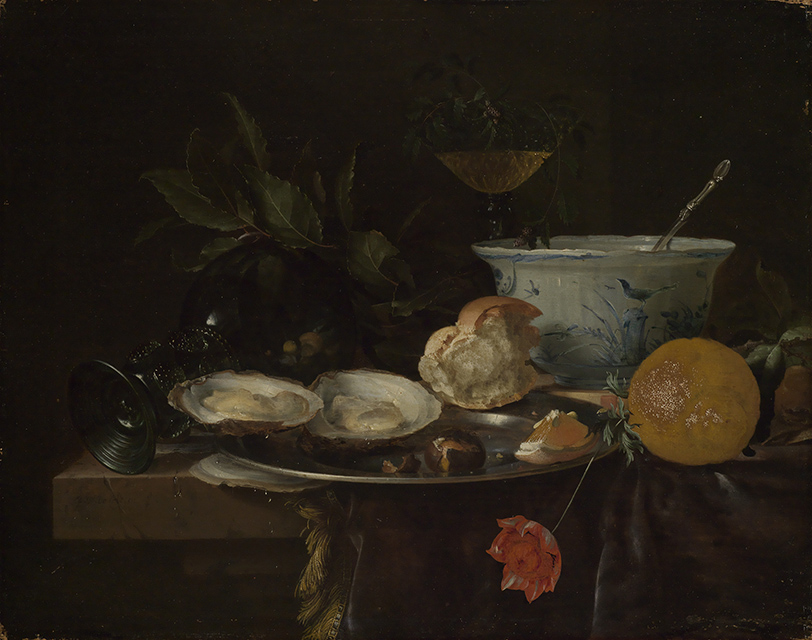
Wanli-Porzellan in der niederländischen Malerei des 17. Jahrhunderts

1557 erlaubten die Chinesen Portugal die Errichtung der Ansiedlung Macau, was das zeitweise portugiesische Monopol im Chinahandel stärkte. Deren Monopolstellung endete jedoch im späten 16. Jahrhundert. Ab 1565 kamen die Spanier, die 1580 unter König Philipp II. Portugal und damit auch Macau annektierten, und nach ihnen die Holländer in China an. Das erste holländische Schiff kam 1601 in Guangdong an. Beide Länder erhielten Handelserlaubnis und kauften chinesische Luxuswaren in erheblichen Umfang. Bald überflügelten die Holländer ihre portugiesisch-spanischen Konkurrenten, die wiederum die Neuankömmlinge zu vertreiben suchten. Auch kam es zu einigen Zusammenstößen zwischen spanischen, portugiesischen und holländischen Handelsschiffen. Dennoch fügten sich die europäischen Seemächte nur in die bestehenden Handelsströme des Fernen Ostens ein und profitierten so vom Wohlstand dieses Teils der Welt. Ihnen verdankten die Chinesen die ersten Beiträge aus Europa und Amerika: wirksame Feuerwaffen, die Süßkartoffel (sie wurde sehr schnell ein vorteilhafter Ersatz für den chinesischen Taro), die Erdnuss, den Tabak und den Mais (er verbreitete sich erst später, wurde aber zu einem der bedeutendsten Grundnahrungsmittel für die Chinesen) und die ersten Silbermünzen, die von der zwischen Acapulco und Manila verkehrenden Galeone eingeführt wurden. Der Tee, den die Holländer Anfang des 17. Jahrhunderts in Fujian und Zhejiang einkauften, wurde nun bis nach Europa exportiert. Laut Gu Yanwu (1613–1682) soll die 20–30 % Steuer auf Waren des Seehandels am Ende des 16. Jahrhunderts die Staatsausgaben zur Hälfte gedeckt haben. Bis zum Ausbruch des Imjin-Kriegs (1592) um Korea zwischen China und Japan, und auch wieder nach 1598, profitierte China vom großen Seidenexport nach Japan. Aber auch für die japanischen Importeure hatte dieses Handelsmonopol große wirtschaftliche Bedeutung: die chinesische Seide wurde in Japan fünf- bis sechsmal teurer als in China verkauft. Auch ganze Schiffsladungen mit Porzellanwaren gelangten nach Nagasaki.

### Kultur
Die Wanli-Ära gilt als Epoche kultureller Blüte. Die aus dieser Zeit stammenden Farbholzschnitte und Porzellanerzeugnisse waren von hoher künstlerischer Qualität. Auch wurden unter Wanlis Herrschaft drei der einflussreichsten chinesischen Literaturwerke geschaffen: 1573 Die Räuber vom Liang-Schan-Moor, 1590 Die Reise nach Westen und 1610 das Jin Ping Mei. Besonders erfolgreich wurde der Maler Xu Wei. Seine schon im Kindesalter expressive, temperamentvolle Kunst fand zahlreiche Liebhaber.

## Wanlis Vermächtnis

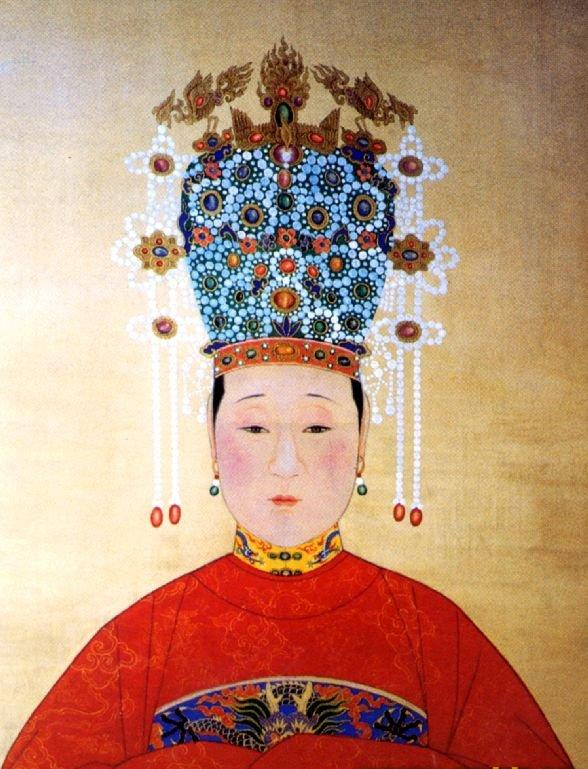
Kaiserin Xiaojing

### Kaiserliche Familie
Wanli hatte zwei Hauptfrauen:
- Die Kaiserin Xiao Duan Xian (?; † 1620), die Ehe blieb kinderlos.
- Die Konkubine Xiaojing (* 1565; † 1612) war anfangs nur eine Dienerin der Kaiserin, die Wanli durch Zufall auffiel. Zwar bestand er darauf mit ihr die Nacht zu verbringen, hatte aber nicht beabsichtigt, mit ihr ein Kind zu zeugen. Auch war sie nicht seine Lieblingsfrau. Dennoch ging aus dieser Affäre der Sohn Zhu Changluo (* 1582; † 1620) hervor. Infolgedessen gewährte er seinem ältesten Sohn auch erst 1601 den Titel eines Kronprinzen, so dass er 1620 Wanlis Nachfolger wurde. Historiker nehmen an, dass das Erzwingen der Hofbeamten, den ersten Sohn als legitimen Erben anzuerkennen, ein Grund dafür war, dass Wanli zunehmend gleichgültiger wurde und die Regierungspflichten immer mehr vernachlässigte. Xiaojing wurde 1620 posthum zur Kaiserin erhoben.

Insgesamt hatte Wanli diverse Nebenfrauen (mit denen er acht Söhne und zehn Töchter hatte), darunter die Konkubine Zheng (* 1567?; † 1630). Sie war Wanlis bevorzugte Konkubine. Auch war sie die Mutter von Wanlis drittem Sohn Zhu Changxun (* 1586). Der Kaiser konnte sie aber weder zu Kaiserin noch ihren Sohn zum Kronprinzen erheben. Zhu Yousong, der Prinz von Fu und erster Kaiser der Südlichen Ming-Dynastie war ein Sohn von Zhu Changxun und somit ein Enkel Wanlis.

### Tod und Nachfolge

Wanli im zeremoniellen Hofgewand

Wanli starb schwerkrank am 18. August 1620 im Alter von knapp 57 Jahren in der Verbotenen Stadt und wurde in seinem prächtigen Dingling-Mausoleum im Areal der Ming-Gräber beigesetzt. Nach Untersuchungen im Jahre 1958 konnte man erhebliche Mengen Morphium in seinen Gebeinen nachweisen, die auf einen gewohnheitsmäßigen Konsum von Opium hindeuten. Dies könnte unter anderem eine plausible Erklärung dafür sein, warum Wanli den Pflichten eines Kaisers mit zunehmender Apathie begegnete. Ob die Opiumsucht auch in Verbindung zu seinem Tod steht, lässt sich nur vermuten, aber letztendlich nicht beweisen. Darüber hinaus ist denkbar, dass Wanli Opium als eine Art Antidepressivum verabreicht bekam, da es in der chinesischen Medizin als „vitalisierendes Elixier“ galt.
Seine Nachfolge trat zunächst sein ältester Sohn als Taichang-Kaiser an. Der war ebenfalls schwer erkrankt und starb nach nur einem Monat auf ungeklärte Weise. Er wurde mutmaßlich auf Anordnung der Konkubine Zheng durch Eunuchen, angeführt von Wei Zhongxian, vergiftet. Somit musste für zwei Ming-Kaiser gleichzeitig Staatstrauer verhängt werden. Taichang erhielt das wiederaufgebaute Mausoleum des Usurpators Jingtai. Wanlis knapp fünfzehnjähriger und regierungsunfähiger Enkel Zhu Youjiao übernahm daraufhin unter dem Namen Tianqi den Kaisertitel.

### Historische Bedeutung und Fazit
Wanlis späte Herrschaft markiert das Ende einer Blütezeit der Ming-Dynastie, die 1567 noch einmal unter seinem Vater Longqing begonnen hatte. Seine zum Schluss völlig passive Amtsführung trug zur nachhaltigen Schwächung der kaiserlichen Zentralregierung bei. Ab 1612 gab es nur noch einen amtierenden Großsekretär bei Hofe und die Hälfte aller Präfektur- und Distriktstellen in den Provinzen waren unbesetzt, da der Kaiser keine Nachfolger ernannte. Auch hatten die korrupten Eunuchen nun zusehends die Kontrolle innerhalb der Ming-Regierung übernommen. Sie verschlimmerten durch ihre persönliche Bereicherung und die Übernahme der meisten Staatsämter die ökonomische Lage des Hofes zusätzlich.
Andererseits wird Wanlis wiederholte Unterstützung der koreanischen Joseon-Dynastie im Imjin-Krieg gegen die Japaner in Korea bis heute mit Dankbarkeit gesehen.
Wanlis Erbe erwies sich zwar als schwere Belastung für die letzten Ming-Kaiser, dem aktuellen Forschungsstand nach zu urteilen jedoch nicht als unüberwindbare Hürde. Auch nach seinem Tod gab es noch überall im Reich engagierte Reformer wie die Gelehrten der Donglin-Akademie sowie konservative Beamte, die den Niedergang verhindern wollten. Doch der wachsende Einfluss der Eunuchen erschwerte die Sanierung des Reiches. Wanli legte wohl in den letzten Jahren seiner Amtszeit den Grundstein für den allmählichen Zusammenbruch seiner Dynastie, der sich unter seinen Enkeln Tianqi, vor allem aber unter Chongzhen zuspitzte und somit die Eroberung Chinas durch die Mandschu unter Huang Taiji und Dorgon erleichterte.